# Novokalînivka, Romnî
Novokalînivka (în ucraineană Новокалинівка) este un sat în comuna Bobrîk din raionul Romnî, regiunea Sumî, Ucraina.

## Demografie
Componența lingvistică a localității Novokalînivka
     Ucraineană (92,86%)
     Rusă (7,14%)
Conform recensământului din 2001, majoritatea populației localității Novokalînivka era vorbitoare de ucraineană (92,86%), existând în minoritate și vorbitori de rusă (7,14%).